# Greg Stafford
Pour les articles homonymes, voir Stafford.
Francis Gregory Stafford, dit Greg Stafford, né le 9 février 1948 à Waterbury (Connecticut) et mort le 11 octobre 2018 à Arcata (Californie), est un auteur de jeux de rôle, un chaman et un écrivain américain, créateur du monde de Glorantha.
Stafford est surtout connu comme étant le créateur du monde fantastique de Glorantha, mais il est aussi un concepteur de jeux prolifique. Il a été le concepteur du jeu de rôle Pendragon, co-concepteur des jeux de rôle RuneQuest, Ghostbusters, Prince Valiant et HeroQuest., fondateur des maisons d'édition de jeu de rôle Chaosium et Issaries, concepteur des jeux de société White Bear and Red Moon, Nomad Gods, King Arthur’s Knights et Elric  et co-concepteur du jeu vidéo King of Dragon Pass.
L'originalité de Stafford par rapport aux grands auteurs d'heroic fantasy comme J. R. R. Tolkien est qu'il utilise aussi dans sa construction d'univers l'anthropologie et la mythologie comparée.

## Biographie

### 1966-1998: début de carrière et fondation de Chaosium
Greg Stafford commence à jouer a des wargames après avoir récupéré un exemplaire du jeu U-Boat d'Avalon Hill et en 1966, alors qu'il est en première année au Beloit College, il commence à écrire sur le monde fantastique de Glorantha. Au début, ce monde sert juste de cadre pour y raconter des récits fantastiques, mais, après que ses écrit aient été refusé par un éditeur, il finit par créer un wargame dans cet univers : White Bear and Red Moon. Il propose son jeu à trois compagnies différentes, mais comme aucune n'arrive à le publier, il crée sa propre société, Chaosium, en 1974. Il invente ce nom en partie à cause de l'endroit où se trouve sa maison, près du Oakland Coliseum, puis en mélangeant « Coliseum » et « chaos ».
White Bear and Red Moon, sorti en 1975, est donc le premier jeu publié par Chaosium et le premier jeu de Stafford comme auteur de jeu professionnel. Par la suite, ce jeu a droit à une nouvelle édition sous le titre Dragon Pass, qui est traduite en français sous le titre La Guerre des Héros. En 1977, Stafford conçoit le jeu de plateau Nomad Gods, qui est traduit en français par la maison d'édition Oriflam. Durant les années qui suivirent, Chaosium édite deux autres wargames également créés par Stafford : Elric (1977) et King Arthur's Knights (1978).
Mais cela ne suffit pas à Stafford, qui voulait que le monde de Glorantha serve de cadre à un jeu de rôle original. Aussi, en 1978, il édite avec Steve Perrin le jeu de rôle RuneQuest, qui utilise Glorantha comme univers. En 1980, Stafford et Lynn Willis sortent un livret de 16 pages contenant une version simplifiée des règles de RuneQuest, créant ainsi le système Basic Role-Playing, qui est la base des autres jeux de rôle de cette compagnie.
En 1984, après la 3e édition de RuneQuest, Stafford publie son œuvre favorite Pendragon, dont tout le système est conçu pour que le joueur adopte le point de vue d'un chevalier du mythe arthurien ou de la matière de Bretagne,. Le jeu apporte l'idée que les Passions du personnages pouvaient être plus importantes que ses caractéristiques. Il aborde de nouveau le thème dans le jeu Prince Valiant, qui n'utilise que des pièces de monnaie à la place des dés et introduit quelques techniques novatrices de jeu de rôle. Il conçoit également le jeu de figurines Merlin et, avec Greg Costikyan et Sandy Petersen, il participe également à la création du jeu de rôle humoristique Ghostbusters.
En dehors des jeux de rôles et autres wargames, il publie également plusieurs œuvres se déroulant dans Glorantha mais toujours écrites comme des documents venant de cet univers. Ainsi, King of Sartar n'est pas écrit comme un roman fantastique mais comme l'édition philologique ou une compilation contradictoire d'une épopée et de diverses chroniques. Il décide également de produire diverses fiction pour L'Appel de Cthulhu, un jeu de rôle édité par Chaosium qui a été créé en 1981 par Sandy Petersen. En effet, si ce jeu est basé sur la nouvelle du même nom écrite par l'écrivain américain H. P. Lovecraft, Stafford s'est rendu compte que de nombreux fans de Lovecraft du début des années 1990 n'avaient jamais lu les œuvres de l'écrivain et ne le connaissaient que via ledit JDR.
Il participe également au design et à la création du jeu vidéo King of Dragon Pass, qui prend place dans l'univers de Glorantha et est basé sur les règles de la seconde édition de White Bear and Red Moon. Ce jeu sort en 1999, soit juste après que Stafford a quitté Chaosium.

### 1998–2013: Issaries
En 1998, Stafford quitte Chaosium en gardant tous les droits sur l'univers de Glorantha et fonde la société de jeux Issaries.
Peu de temps après, Stafford approche Robin Laws pour créer un nouveau jeu basé sur Glorantha. Cette coopération donne naissance à Hero Wars, un jeu proposant une optique plus tournée vers l'épique et les actes héroïques que RuneQuest, qui est publié en 2000. Hero Wars est donc le premier jeu produit et entièrement créé par Issaries. Stafford publie la deuxième édition de ce jeu en 2003 sous le nom qu'il avait toujours voulu donner, à savoir HeroQuest, la marque déposée par la Milton Bradley Company sur ce nom ayant expiré.
Il déménage au Mexique en 2004, faisant cesser la production de jeux par Issaries, et quand il revient aux États-Unis en 2005 il n'utilise sa société que pour vendre les droits d'exploitation de Glorantha à d'autres sociétés, comme Mongoose Publishing et Moon Design Publications. La dernière communication officielle d'Issaries remonte à 2013 et elle est maintenant officiellement dissoute.

### 2013-2018: retour à Chaosium et décès
Lorsque Hasbro laisse la marque déposée RuneQuest expirer sans la renouveler, Stafford récupère les droits du jeu et accorde une licence à Mongoose Publishing pour publier une nouvelle édition en 2006. De son côté, la société White Wolf réussi à acheter les droits sur Pendragon, ce qui permet a ce jeu d’être réédité en 2005. L'année suivante, Their ArtHaus imprint publie The Great Pendragon Campaign (2006), un ouvrage dans lequel Stafford détaille une grande campagne jouable grâce au JDR Pendragon, qui s'étend de l'an 485 à l'an 566. Quelques années plus tard, White Wolf perd les droits sur Pendragon au profit de Nocturnal Games. Stafford collabore alors avec le nouvel éditeur de son jeu pour créer une édition 5.1 de Pendragon, qui sort en 2010.
En 2007, il déménage de Berkeley à Arcata, deux villes situées en Californie, après avoir vécu dans la région de la baie de San Francisco pendant quelques années.
En juin 2015, Chaosium Inc. annonce que Greg et Sandy Petersen sont de retour au sein de la société et que Stafford assume les fonctions de président et Directeur général de Chaosium. Ce retour se fait à la suite d'une série de problèmes financiers chez Chaosium qui ont permis à Greg et Sandy de reprendre le contrôle de la société. Ils ont à leur tour organisé une fusion avec Moon Design Publications, dont la direction a pris le contrôle de Chaosium. Peu après, une nouvelle édition de RuneQuest, sous-titrée Roleplaying in Glorantha, est annoncée. Cette nouvelle version doit s'appuyer sur les règles de la 2e édition, en s'inspirant des idées des éditions suivantes. Chaosium lance également une campagne de financement sur Kickstarter, qui lui permet de réunir les fonds nécessaires pour produire une réimpression à couverture rigide de la 2e édition sous le nom de RuneQuest Classic. La nouvelle édition du jeu, officiellement appelée RQG en abrégé, est présentée en avant-première lors du Free RPG Day 2017, avec la sortie d'un module d'initiation. Le PDF du livre de règle complet est publié en mai 2018, et la version imprimée suit un peu plus tard la même année.
Roleplaying in Glorantha est le dernier jeu à avoir été créé par Greg Stafford au cours de sa longue carrière, car il meurt peu de temps après la sortie de la version imprimée, le 11 octobre 2018 à Arcata.

## Glorantha
L'intérêt de Greg Stafford pour les jeux de rôle et les jeux de hasard trouve son origine dans sa fascination adolescente pour la mythologie. Pendant son adolescence, il a lu tout ce qu'il pouvait trouver sur le sujet, et quand il a épuisé les bibliothèques, il a commencé à écrire ses propres histoires alors qu'il était en première année au Beloit College, en 1966. Ce fut le début du monde de Glorantha.
Le jeu de société White Bear and Red Moon de Stafford, sorti en 1974, mettait en scène la lutte violente entre plusieurs cultures dans la région du col du Dragon, à Glorantha. Le cœur du jeu était un conflit entre le royaume barbare de Sartar et l'envahissant empire lunaire, un thème qui, par la suite, est resté au centre des publications sur Glorantha.
Alors que Stafford fondait sa société Chaosium, le jeu Donjons et Dragons, et le concept des jeux de rôle sur table, gagnaient en popularité. Les rôlistes étaient enthousiastes à l'idée d'utiliser le l'univers de White Bear and Red Moon dans de tels jeux. Pour répondre à cette demande, Chaosium a donc publié RuneQuest, écrit par « Steve Perrin, Ray Turney, and Friends ». Stafford a quitté Chaosium en 1998.
Pendant quelques années, Stafford écrivit lentement plusieurs romans se déroulant à Glorantha. Les romans sur lesquels il est connu pour avoir travaillé sont Harmast's Saga, Arkat's Saga et son Lunar novel.
Il a été l'un des concepteurs du jeu vidéo King of Dragon Pass qui se déroule à Glorantha, dans la région ou se situait l'action du jeu White Bear and Red Moon.

## Travaux liés au chamanisme
Stafford était chamaniste pratiquant et membre du conseil d'administration de Shaman's Drum, une revue de chamanisme expérientiel, où il a fait publier de courts articles d'intérêt arthurien. Il a vécu au Mexique pendant 18 mois pour donner des cours d'anglais comme professeur de langues étrangère et explorer des lieux d'intérêt archéologique et chamanique.

## Hommages et récompenses
L'auteur David A. Hargrave rend hommage à Stafford dans la série de suppléments qu'il a créée pour son jeu de rôle Arduin, dont l'exemple le plus connu est le sort de mage de 9e niveau Stafford's Star Bridge (Arduin I, page 41).
Stafford a été intronisé au « Hall of fame » des Origins Award en 1987.
En 1999, le magazine Pyramid a mis Greg Stafford sur sa liste des Personnes les plus influentes du millénaire, « au moins dans le domaine du jeu d'aventure ».
Stafford a remporté le prix Diana-Jones en 2007, pour The Great Pendragon Campaign, publiée par White Wolf et en 2015 pour Guide to Glorantha, coécrit avec Jeff Richard et Sandy Petersen et publié par Moon Design Publications.
Il a été honoré en tant que « célèbre concepteur de jeux » en étant présenté comme le roi des cœurs dans le jeu de cartes à jouer Famous Game Designers 2011 de Flying Buffalo.